# ヨーロッパ写真美術館
ヨーロッパ写真美術館（ヨーロッパしゃしんびじゅつかん、Maison Européenne de la Photographie）は、1996年に開設された、フランス・パリのマレ地区に存在する写真・映像資料専門の美術館。「MEP」との略称が使われることもある。また、「ヨーロッパ写真館」「ヨーロッパ写真博物館」と訳される場合もある。

## 概要
ヨーロッパ写真美術館が対象とするのは、現代写真（Contemporary Photography）・現代の映像資料、すなわち第二次世界大戦終結以降（1950年代以降）の写真・写真家・映像資料が中心で、2万点を超えるコレクションを所蔵している。南アフリカの黒人女性ザネル・ムホリの作品などが所蔵されている。
ブックショップやカフェが設けられている。また、図書室も設けられており、インターネット上でも蔵書検索などができるようになっている（Maison Européenne de la Photographie Bibliothèque）。
2012年時点のDirector（館長）はジャン＝リュック・モンテロッソ（Jean-Luc Monterosso）、またPresident（会長）は映画批評家のアンリ・シャピエ（Henry Chapier）である。
美術館の建物は、18世紀のもの（1706年建設）であるという（フランス・ニュース・ダイジェスト）。同建物に1990年に設置された「視線の館（Maison du regard）」がもとになっている。その古めかしい建物と相俟って、パリの観光名所の1つになっていることから、フランスやパリの旅行ガイド本（または、海外の美術館を紹介するガイド本）、やインターネット上のフランスやパリを紹介するページでは、いろいろと取り上げられ、様々な情報が掲載されている。

## 開催された主な展覧会
（英語版Wikipedia「Maison européenne de la photographie」（19:53, 22 February 2012）より）
- 1998 : Shirin Neshat, "Women of Allah"
- 1998 : ロバート・フランク, "Les Américains"
- 1998 : "Instant film|Polaroïd 50, art et technologie"
- 1999 : Orlan, "Self-hybridations"
- 1999 : ヘルムート・ニュートン & Alice Springs, "Us and them"
- 1999 : デイヴィッド・ホックニー, "Photographies, 1968-1997"
- 2000 : アーヴィング・ペン, "A retrospective"
- 2000 : Bettina Rheims & Serge Bramly, "I.N.R.I."
- 2001 : ドン・マッカラン, "Photographies 1961-2001"
- 2001 : レイモン・ドゥパルドン, "Détours"
- 2002 : ヨゼフ・スデック, "Prague panoramique"
- 2003 : Alain Fleischer, "La vitesse d'évasion"
- 2004 : ルネ・ブリ, "Photographies"
- 2005 : Martin Parr, "1971-2001"
- 2005 : アンディ・ウォーホル, "Red Books"
- 2005 : Dmitri Baltermants, "Rétrospective"
- 2006 : Bernard Faucon, "Rétrospective 1976-1985"
- 2006 : Johan van der Keuken, "Photographie et cinéma"
- 2007 : ラリー・クラーク, "Tulsa, 1963-1971"
- 2007 : Alessandro Bertolotti, "Livres de nus, une anthologie"
- 2008 : Édouard Boubat, "Révélation"
- 2008 : 植田正治, "Une ligne subtile"
- 2008 : アニー・リーボヴィッツ, "A Photographer's Life, 1990-2005"
- 2009 : Claude Lévêque, "Le Crépuscule du Jaguar"
- 2009 : アンリ・カルティエ＝ブレッソン, "A vue d'oeil"
- 2010 : エリオット・アーウィット, "Personal Best"
- 2010 : Robert Delpire, "Delpire & Cie"
- 2011 : ウィリアム・クライン, "Rome + Klein"
- 2011 : Jane Evelyn Atwood, "Photographies 1976-2010"
- 2014 : Barbara Luisi, "Oevres récentes"
- 2019 : Ren Hang, "Love"
- 2021 : 森山大道 and 東松照明, "Moriyama – Tomatsu ; Tokyo "
- 2023 : Zanele Muholi